# Dielsdorf
Dielsdorf é uma comuna da Suíça, situada no distrito de Dielsdorf, no cantão de Zurique. Tem 5,87 km² de área e sua população em 2018 foi estimada em 6.002 habitantes.